# Michael Herbig
Michael Herbig (München, 1968. április 29. –) német színész, filmrendező, forgatókönyvíró és producer. Beceneve „Bully”.

## Élete
1991-től rendszeresen lépett fel különböző regionális rádiós műsorokban. Első országos műsora a Bullys Late Light Show címet viselte. A hetente sugárzott comedy-műsor a Radio Energy nevű német adón volt hallható. Az ebben szereplő sorozatok és figurák nagy részét később átvette televíziós műsorához, a Bullyparade címűhöz, amellyel széles körű ismertséget szerzett. A sorozatot 1997-től hetente sugározta a ProSieben német kereskedelmi adó egészen 2002-ig. Műsorbeli két partnere két legjobb barátja, Christian Tramitz és Rick Kavanian volt, akikkel rövid vicces, gyakran szóvicceken alapuló és közönség előtt felvett jeleneteket forgatott.
Rendezőként 2000-ben mutatkozott be az Erkan & Stefan című mozifilmmel.
Eddigi legnagyobb sikerét a 2001-ben készült Manitu bocskora (Der Schuh des Manitu) című filmmel aratta, amelynek forgatókönyvírója, producere és egyik szereplője is volt. Az indiánfilmek paródiája 11,7 millió látogatójával minden idők legsikeresebb hazai filmjének számít Németországban, Ausztriában pedig minden idők legsikeresebb filmjének. Az alkotás jó néhány, a Bullyparade című tévéműsorból ismert figurát vonultat fel; játszik benne Tramitz és Kavanian is.
Harmadik mozifilmje 2004-ben készült el A zűrhajó (/T/Raumschiff Surprise – Periode 1) címmel, amely a klasszikus Űrszekerek (Star Trek) sorozatokat és filmeket figurázza ki. Figurái szintén jól ismertek a televíziós sorozatból. A Herbig-Tramitz-Kavanian nevével fémjelzett filmet Németországban összesen 9,9 millió néző látta.
Michael Herbig 2004-ben új tévés műsorral, a Bully & Rick cíművel debütált, amely 2007-ig futott a ProSieben csatornán. A szintén vicces szituációs jeleneteken alapuló műsorban Christian Tramitz már nem vett részt.
Negyedik filmje, egy 3D-s animáció 2007-ben került a német mozikba Lizi & Yeti – Egy királysztori (Lissi und der wilde Kaiser) címen. Ebben a Magyarországon 2008 nyarán bemutatott filmben Herbig a legendás Sissi (Lizi) figurájának kölcsönzi a hangját.

## Filmjei

### A televízióban
- 1997 – Easy Bully (rendező, producer, forgatókönyvíró és szereplő)
- 1997-2002 – Bullyparade (sorozat; rendező, producer, forgatókönyvíró és szereplő)
- 1999 – Gyagyás bagázs (Die Bademeister, szereplő)
- 2000 – Lökött testőrök (Erkan & Stefan, rendező)
- 2002 – Knallharte Jungs (szereplő)
- 2004–2007 – Bully & Rick (sorozat)

### A moziban
- 2001 – Manitu bocskora (Der Schuh des Manitu, rendező, producer, forgatókönyvíró és szereplő)
- 2004 – A zűrhajó (/T/Raumschiff Surprise – Periode 1, rendező, producer, forgatókönyvíró és szereplő)
- 2006 – Hui Buh – Das Schlossgespenst (szereplő és számítógép-animált szereplő)
- 2007 – Lizi & Yeti – Egy királysztori (Lissi und der wilde Kaiser, 3D-s animáció)
- 2008 – Asterix az olimpián (Astérix aux Jeux Olympiques, mellékszereplő)
- 2008 – Die Geschichte von Brandner Kaspar (szereplő)
- 2009 – Wickie und die starken Männer (rendező, producer, forgatókönyvíró és szereplő)
- 2009 – Horst Schlämmer – Isch kandidiere! (mellékszereplő)
- 2011 – Hotel Lux (társproducer és szereplő)
- 2012 – Zettl (szereplő)